# Agios Minas
Agios Minas (in greco Άγιος Μηνάς?) è un ex comune della Grecia nella periferia dell'Egeo Settentrionale (unità periferica di Chio) con 2 686 abitanti secondo i dati del censimento 2001.
È stato soppresso a seguito della riforma amministrativa, detta Programma Callicrate, in vigore dal gennaio 2011 ed è ora compreso nel comune di Chio.